# پسماند کشاورزی

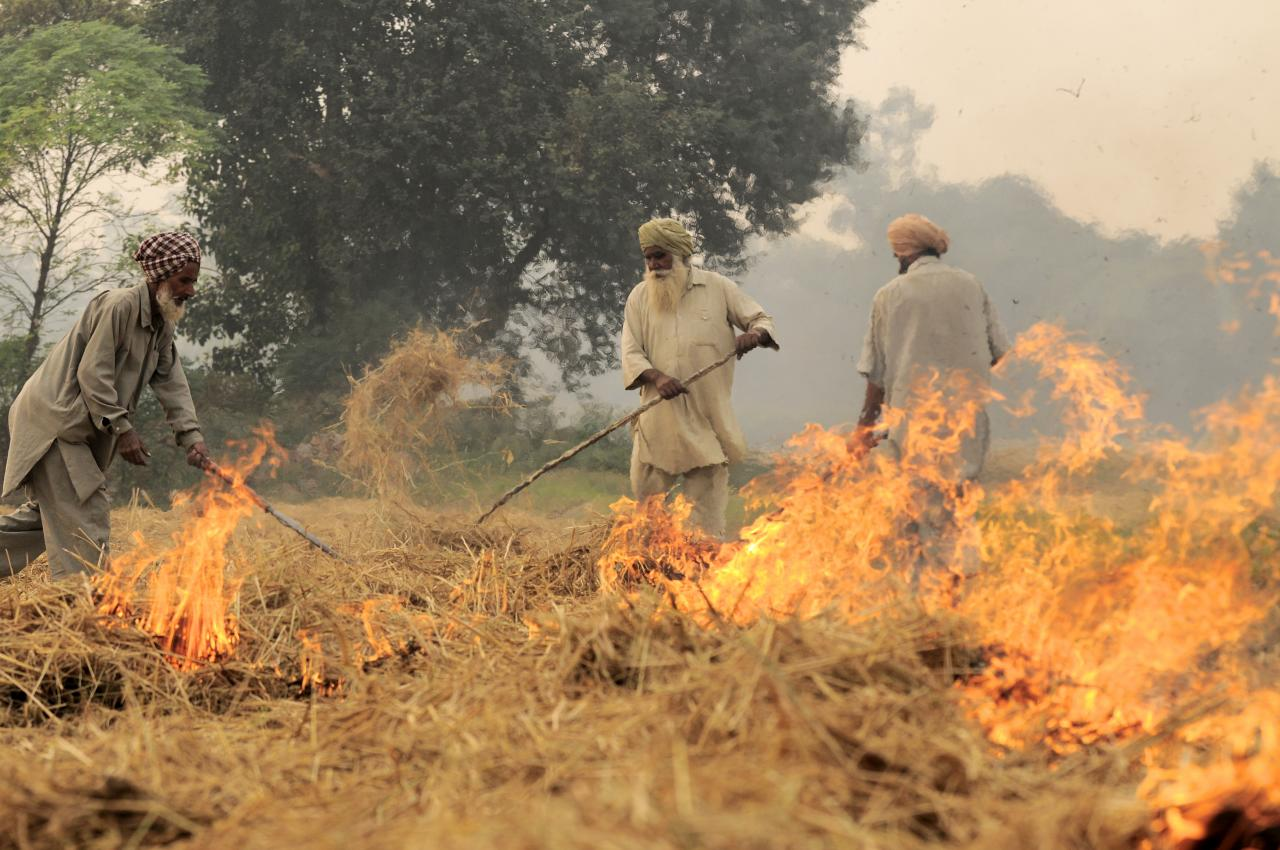
سوزاندن بقایای برنج در جنوب شرقی پنجاب، هند، پیش از فصل گندم

پسماند کشاورزی یا ضایعات کشاورزی (به انگلیسی: Agricultural waste) بقایای گیاهی حاصل از کشاورزی هستند. این جریان‌های زباله از زمین‌های زراعی و باغداری سرچشمه می‌گیرند. پسماند کشاورزی همهٔ بخش‌هایی از محصولات زراعی است که برای غذای انسان یا جانوران استفاده نمی‌شود. بقایای گیاهی عمدتاً از ساقه، شاخه (در هرس) و برگ تشکیل شده‌است. برآورد می‌شود که به‌طور میانگین ۸۰ درصد از گیاهان این گونه محصولات از پسماند کشاورزی تشکیل شده‌است.
پسماند کشاورزی عمدتاً از سلولز، همی‌سلولز و لیگنین ساخته شده‌است. پسماند کشاورزی هضم ضعیفی دارند و به شکل فرآوری‌نشده به‌طور گسترده‌ای به عنوان خوراک دام مناسب نیستند.

نمودار نمایشی از هرم پسماند، استاندارد مدیریت پسماند